# 瓦伊河畔海伊

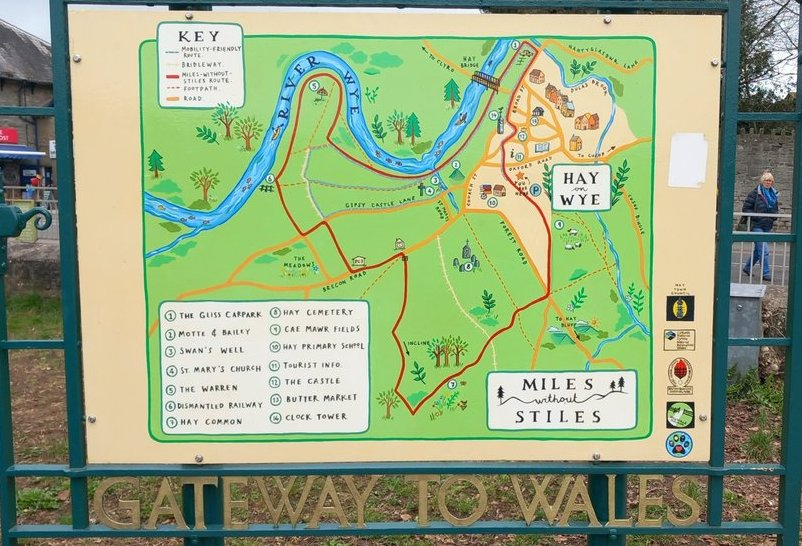
環狀步道地圖

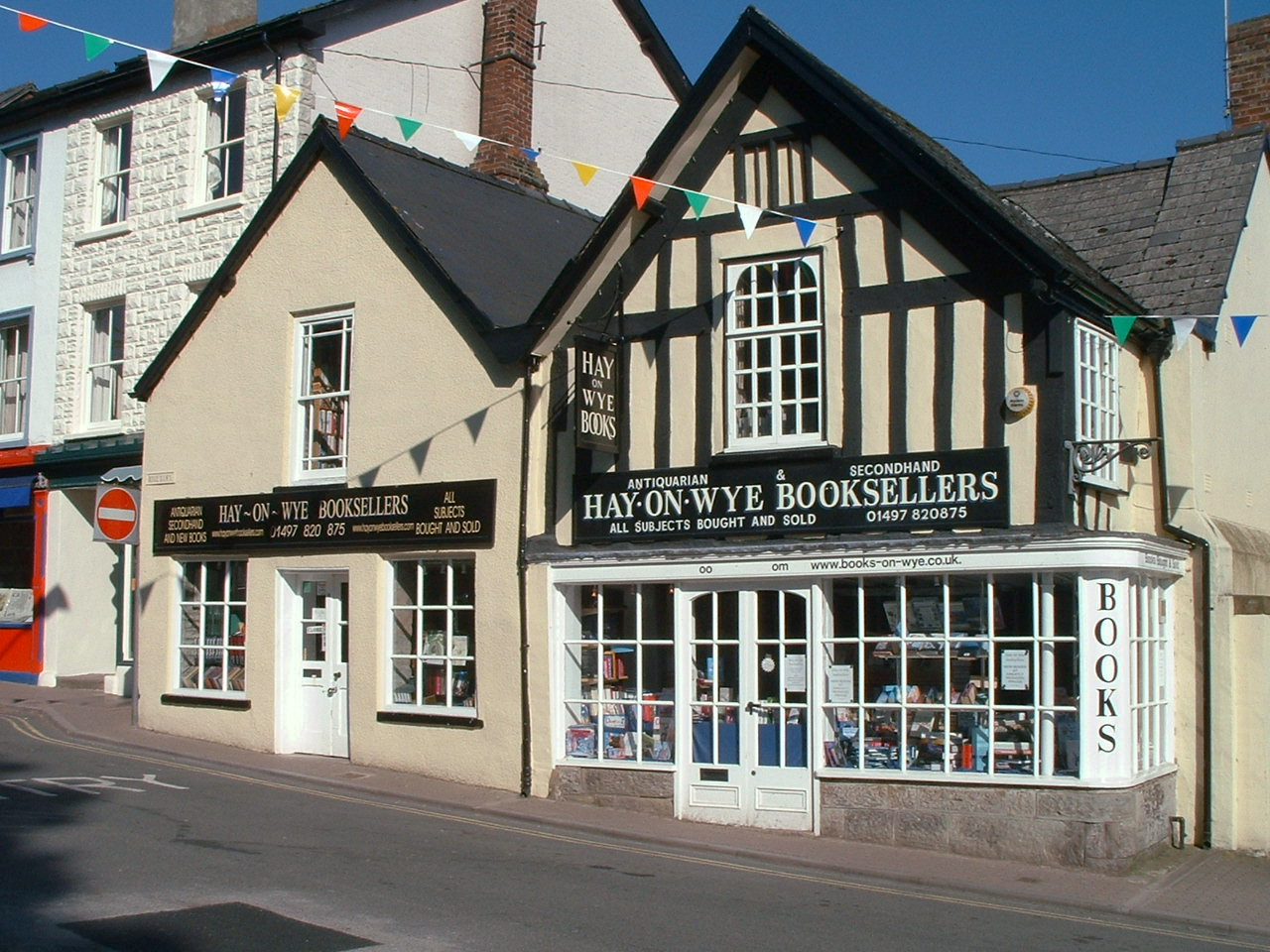
市中心的二手書店

瓦伊河畔海伊（英語：Hay-on-Wye），简称海伊（Hay），又译海怡，是位於英國威爾斯波伊斯郡的一座城鎮，坐落於威河河畔，人口约为1,600人。這座城市以書店而聞名。鎮上有眾多銷售專門類書籍和中古書的書店，因此有「威爾斯書都」之稱。

## 外部連結
- 官方網站 （页面存档备份，存于）
- 旅遊網站 （页面存档备份，存于）
- 旅遊介紹 （页面存档备份，存于）
- BBC上的介紹 （页面存档备份，存于）
- 海怡文學節 （页面存档备份，存于）